# جيمس تاكر
جيمس تاكر هو فلاح وسياسي كندي، ولد في 1862 في كندا، وتوفي في 1947 في ريدو ليكس في كندا. حزبياً، نشط في حزب أونتاريو المحافظ التقدمي. وقد انتخب عضو برلمان مقاطعة أونتاريو.